# Randal Hill
Randal Hill, detto Thrill (Miami, 21 settembre 1969), è un ex giocatore di football americano statunitense che ha militato nel ruolo di wide receiver nella National Football League (NFL). Al college giocò a football a Miami vincendo due campionati NCAA

## Carriera professionistica
Hill fu scelto come 23º assoluto nel Draft NFL 1991 dai Miami Dolphins. Vi giocò solamente una partita nel 1991 prima di passare ai Phoenix Cardinals, con cui disputò le restanti 15 partite della sua stagione da rookie. Nella successiva terminò con un primato in carriera di 861 yard ricevute. Fece ritorno ai Dolphins nel 1995 trascorrendovi due stagioni, dopo di che passò l'ultima annata in carriera coi New Orleans Saints in cui ricevette 761 yard, il suo secondo miglior risultato.

## Statistiche
| Ricezioni     | 262   |
| Yard ricevute | 3.849 |
| Touchdown     | 14    |